# Fenderī
Fenderī (persiska: فندری) är en ort i Iran.   Den ligger i provinsen Mazandaran, i den norra delen av landet, 150 km nordost om huvudstaden Teheran. Fenderī ligger 57 meter över havet och antalet invånare är 507.
Terrängen runt Fenderī är platt åt nordväst, men åt sydost är den kuperad.Runt Fenderī är det ganska glesbefolkat, med 34 invånare per kvadratkilometer. Närmaste större samhälle är Babol, 15,1 km nordväst om Fenderī. I omgivningarna runt Fenderī växer huvudsakligen savannskog.